# Gustiana dispunctalis
Gustiana dispunctalis là một loài bướm đêm trong họ Noctuidae.